# Зорица Чолић
Зорица Чолић је визуелна уметница, рођена у Србији (1977.) са пребивалиштем у Њујорку. Мастер диплому из области електронских интегрисаних уметности стекла је на Универзитету Алфред (Алфред, Њујорк), а диплому основних студија на Академији уметности (Нови Сад, Србија). Похађала је докторски програм из области теорије уметности и медија на Универзитету уметности, Београд. Учесница је резиденцијалног програма Независних Студија Витни Музеја, Музеја уметности у Бронксу, Међународне летње академије у Салцбургу, између осталих. 
Зорица је уметница чија се медијска пракса креће од интервенција у пронађеним ситуацијама, инсталацијама и аутономној скулптури, до видеа, звука, дискурзивних активности и присвојених материјала. Њена уметничка пракса има за циљ развијање хетерогеног приступа, намерно одбацујући конвенционалну улогу “уметника”, непрекидно се прилагођавајући и међусобно упоређујући различите тачке деловања, са циљем да допринесе новим и значајним начинима ширим социо-политичким сферама.
Кроз различите хибридизоване облике приказа, она истражује сложене односе између политике, уметности и потрошачких светова, испитујући како су наши животи регулисани или дефинисани укусом, производима и масовно дистрибуираним узорима. Ово резултира уметничким дискурсом који је заснован на укрштању личног и политичког, уз темељно испитивање стабилних здраворазумских друштвених категорија. Инсталације и интервенције које она креира често изазивају публику да се суочи са непријатним, узнемирујућим темама – као што су аномалије и разочаравајуће наслеђе капитализма, и последична питања депресије и анксиозности. Као резултат тога, пројекти позивају на даљи дијалог, служећи као подсетник на ексцесе и изобличења савременог живота.
Образовање:
- 2015-16 „Whitney Independent Study Program, New York, studio art”
- 2012-15 Докторске студије (АБД), Универзитет уметности, Београд, Србија, Интердисциплинарне студије, група за теорију уметности и медија
- 2006-08 МФА Школа уметности и Дизајн на Универзитету Алфред, Њујорк, САД, Електронска интегрисана уметност
- 1998-2002 БФА Академија уметности, Нови Сад, Србија

Одабране самосталне изложбе:
- 2013 Орхидеја месождерка , Галерија Ремонт, Београд, Србија
- 2012 Интервал, Уметничка галерија, Културни центар Београд
- 2009 ГАП, Галерија Дом омладине, Београд
- 2008. Не заборави да умреш, Међународни музеј керамичке уметности „Schein-Joseph”, Алфред, Њујорк, САД
- 2005 МЕМЕНТО МОРИ, Галерија Дом омладине, Београд
- 2004 На рубу, Галерија Студентског културног центра, Београд

Изабране групне изложбе:
2024 :
- „Crosstalk, On Aftermaths” , Галерија савремене уметности, Панчево, Србија

2023: 
- Уметник као програмер, Фестивал Берлин;

- Од/До Уживање, Галерија Културног центра, Београд, Србија
- Невидљиве жене , Мостовна, Солкан, Словенија

## Рефернце
1. ↑  „zorica colic art”. zoricacolic.com (на језику: енглески). Приступљено 2024-11-30.
2. ↑  „Алфред Универзитет, Њујорк, САД”. https://www.alfred.edu/. Приступљено 20. 11. 2024. Спољашња веза у |website= (помоћ)
3. ↑  „Zorica Čolić”. Secondary Archive (на језику: пољски). Приступљено 2024-11-20.